# Jelení skok
Jelení skok je přírodní rezervace východně od obce Vranov v okrese Brno-venkov, ve správě Krajského úřadu Jihomoravského kraje. Rozkládá se na příkrých a členitých svazích pravého břehu řeky Svitavy na území Školního lesního podniku Masarykův les Křtiny a je jednou z rezervací založených Aloisem Zlatníkem za účelem ochrany a studia přirozených lesních ekosystémů v adamovském polesí.
Důvodem ochrany je zachování přirozených lesních porostů (dubohabřiny, květnaté bučiny, suťové lesy) na granodioritovém podloží brněnské vyvřeliny a výskyt některých vzácných druhů rostlin - okrotice dlouholistá (Cephalanthera longifolia), korálice trojklaná (Corallorhiza trifida), lýkovec jedovatý (Daphne mezereum) a živočichů, především obojživelníků například mlok skvrnitý (Salamandra salamandra), čolek velký (Triturus cristatus), plazů zejména užovka podplamatá (Natrix tessellata) a ptáků holub doupňák (Columba oenas), včelojed lesní (Pernis apivorus), jestřáb lesní (Astur gentilis).
Lesy na území rezervace jsou ponechávány přirozenému vývoji směřujícímu postupně k pralesovitému charakteru porostů, s pouze minimálními zásahy managementu jako je podpora dřevin přirozené druhové skladby.